# Kweichow Moutai Company
Kweichow Moutai Company Limited (SSE: 600519) er en kinesisk fødevarevirksomhed. Virksomheden er specialiseret i fremstilling og salg af Maotai likør, sammen med fremstilling af drikkevarer, madvarer og emballager. Den statsejede virksomhed har hovedsæde i Renhuai i Guizhou.
Selskabet blev børsnoteret på Shanghai Stock Exchange i 2001.